# Административное деление Тольятти

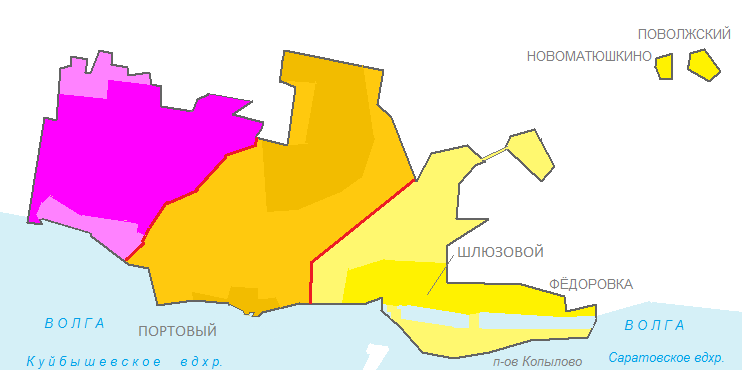
Районы города Тольятти
Автозаводский
Комсомольский
Центральный

Тольятти, крупный город в Самарской области, и соответствующий ему городской округ делится на 3 района. 
В рамках административно-территориального устройства, он является городом областного значения.
В рамках местного самоуправления, город составляет муниципальное образование городской округ Тольятти с единственным населённым пунктом в его составе.
Районы города не являются муниципальными образованиями.

## Районы города
|    | Внутригородской район | Площадь, км² | Население, чел. | Код ОКАТО  |
| -- | --------------------- | ------------ | --------------- | ---------- |
| 1. | Автозаводский район   |              | ↘422 099        | 36 440 363 |
| 2. | Комсомольский район   |              | ↘108 585        | 36 440 368 |
| 3. | Центральный район     |              | ↘151 383        | 36 440 373 |

Характерной особенностью города является территориальная обособленность друг от друга его районов.
В восточной части города расположен Комсомольский район, который включает поселки-микрорайоны Комсомольский, Жигулёвское Море, Фёдоровка, Шлюзовой и др. Этот район исторически и географически связан со строительством плотины Жигулёвской (Куйбышевской) ГЭС Куйбышевского водохранилища и функционированием речного порта, плотины и шлюзов, а также с промрайоном, в котором доминирует строительная промышленность.
К северо-западу от него, отделенный трёхкилометровой полосой леса, расположен Центральный район, который в быту называют Старым городом. Исторически этот район связан с затоплением старого города Ставрополя при строительстве Куйбышевской (Жигулёвской) ГЭС и переселением его жителей, а также со строительством группы крупных химических предприятий, расположенных в промрайоне, примыкающем к Старому городу с северо-востока. В Центральном районе города размещается администрация муниципального образования Тольятти. У затопленной части старого Ставрополя находится микрорайон Портовый.
Западная часть города составляет Автозаводской район, отделённый от Центрального района массивом леса шириной 4-6 км. Исторически и функционально этот район связан с группой предприятий АвтоВАЗа, расположенного к северу от жилой части Автозаводского района.
Все районы имеют прямое транспортное сообщение, направления автомагистралей которых часто имеют запутанные маршруты, что делает районы города фактически конурбацией трёх отдельных городов.

## Микрорайоны
Районы города включают ряд микрорайонов, в том числе бывших населённых пунктов.
В Центральном районе
- Загородный (в северной части района)
- Портовый (в южной части района)
- Северный (в северной части района)

В Комсомольском районе
- Жигулёвское Море
- Новоматюшкино
- Поволжский
- Фёдоровка
- Шлюзовой

## История
31 марта 1972 года Указом Президиума Верховного Совета РСФСР в городе Тольятти образованы 3 района: Автозаводский, Комсомольский, Центральный.
10 июля 2006 года в состав города Тольятти вошли отдельные населённые пункты: посёлки городского типа Поволжский и Фёдоровка, село Новоматюшкино.
20 марта 2009 года Поволжский, Фёдоровка и Новоматюшкино получили статус микрорайонов в составе районов города.